# Anthony Mancini
Anthony Mancini (* 27. listopadu 1945, Mignano Monte Lungo, Kampánie, Itálie) je kanadský římskokatolický kněz italského původu a v letech 2007–2020 metropolitní arcibiskup halifaxsko-yarmouthský.
| arcibiskup halifaxko-yarmouthský | arcibiskup halifaxko-yarmouthský | arcibiskup halifaxko-yarmouthský |
| -------------------------------- | -------------------------------- | -------------------------------- |
| Předchůdce: Terrence Prendergast | 2007–2020 Anthony Mancini        | Nástupce: Brian Joseph Dunn      |

| Velkopřevor místodržitelství Řádu Božího hrobu v Kanadě - Atlantiku | Velkopřevor místodržitelství Řádu Božího hrobu v Kanadě - Atlantiku | Velkopřevor místodržitelství Řádu Božího hrobu v Kanadě - Atlantiku |
| ------------------------------------------------------------------- | ------------------------------------------------------------------- | ------------------------------------------------------------------- |
| Předchůdce: -                                                       | od 2007 Anthony Mancini                                             | Nástupce: Brian Joseph Dunn                                         |